# Rumex ellipticus
Rumex ellipticus är en slideväxtart som beskrevs av Edward Lee Greene. Rumex ellipticus ingår i släktet skräppor, och familjen slideväxter. Inga underarter finns listade i Catalogue of Life.